# Cadillac-en-Fronsadais
 Cadillac-en-Fronsadais  là một xã thuộc tỉnh Gironde trong vùng Nouvelle-Aquitaine tây nam nước Pháp.